# Allan Macartney
William John Allan Macartney (17 février 1941 - 25 août 1998) est un homme politique écossais qui est député européen du Parti national écossais pour la circonscription du nord-est de l'Écosse entre 1994 et sa mort subite d'une crise cardiaque en 1998.

## Jeunesse
Macartney est né à Accra, Gold Coast. Il est le fils d'un ministre de l'Église d'Écosse, sa famille revient bientôt en Écosse et il est scolarisé à Elgin, Moray. Il étudie aux universités de Tübingen et de Marburg en Allemagne, puis aux universités d'Édimbourg (diplômé en sciences économiques en 1962) et de Glasgow.
À la fin de ses études, il retourne en Afrique en tant qu'enseignant bénévole dans l'est du Nigeria (1963−1964). Il travaille ensuite comme maître de conférences en gouvernement et administration à l'Université du Botswana, du Lesotho et du Swaziland de 1966 à 1974. Il passe un doctorat sur la politique du Botswana, supervisé par John Mackintosh.
À son retour en Écosse, il poursuit sa carrière universitaire, en tant que tuteur en politique à l'Open University de 1975 à 1994. Il fonde l'Unité pour l'étude du gouvernement en Écosse à l'Université d'Édimbourg et est élu recteur de l'Université d'Aberdeen.

## Carrière politique
Alors qu'il est à l'Université de Glasgow, il est l'un des fondateurs de la Fédération des étudiants nationalistes en 1961 . Il est également le fondateur et le recteur du Scottish Self-Government College.
En 1989, il se présente comme candidat du SNP pour le nord-est de l'Écosse aux élections du Parlement européen de 1989 où, malgré une forte augmentation de la part des voix, il perd contre Henry McCubbin du parti travailliste . Après cela, il est sélectionné comme candidat potentiel pour les élections de Westminster . Il échoue aux élections partielles de 1991 à Kincardine et Deeside et au même siège aux élections de 1992.
Il est élu chef adjoint du SNP en 1992. En 1994, Macartney est élu député européen du nord-est de l'Écosse, remportant le siège avec un basculement du parti travailliste au SNP de 7,6 % .
Macartney est élu recteur de l'Université d'Aberdeen en 1996.
En août 1998, Macartney est réélu à l'unanimité comme candidat du SNP aux élections du Parlement européen de 1999 .

## Mort et héritage
Macartney est décédé le 25 août 1998 à son domicile d'Aberdeen . Un service d'action de grâce a eu lieu dans la Cathédrale Saint-Machar d'Aberdeen .
Lors des élections partielles de 1998 dans le nord-est de l'Écosse, provoquées par la mort d'Allan Macartney, Ian Hudghton conserve le siège au SNP avec une majorité considérablement accrue .
En 2000, l'Université d'Aberdeen introduit une nouvelle bourse en son honneur . En 2006, un stage est lancé par le SNP du nom de Macartney. Ses objectifs sont d'encourager les jeunes à s'intéresser à la politique européenne et écossaise.